# Furcivena strigiferalis
Furcivena strigiferalis là một loài bướm đêm trong họ Crambidae.